# 图恩城市教堂
图恩城市教堂（Stadtkirche Thun）是瑞士伯尔尼州图恩市的归正宗主教堂。

## 建筑
该堂可追溯到1330年左右，系中世纪哥特式建筑，约1430年装饰了湿壁画。1738年根据保罗·纳德（Paulus Nader）的规划建造了新建筑。晚期巴洛克风格的布道大厅装饰有丹尼尔·哈格的灰泥作品、1602年文艺复兴风格的圣餐桌、1661年丹尼尔·金茨的讲道坛。值得一看的还有1748年约翰·奥古斯特·纳尔创作的墓志铭。
管风琴由风琴制造商梅兹勒制作于1950年，1994年扩建。

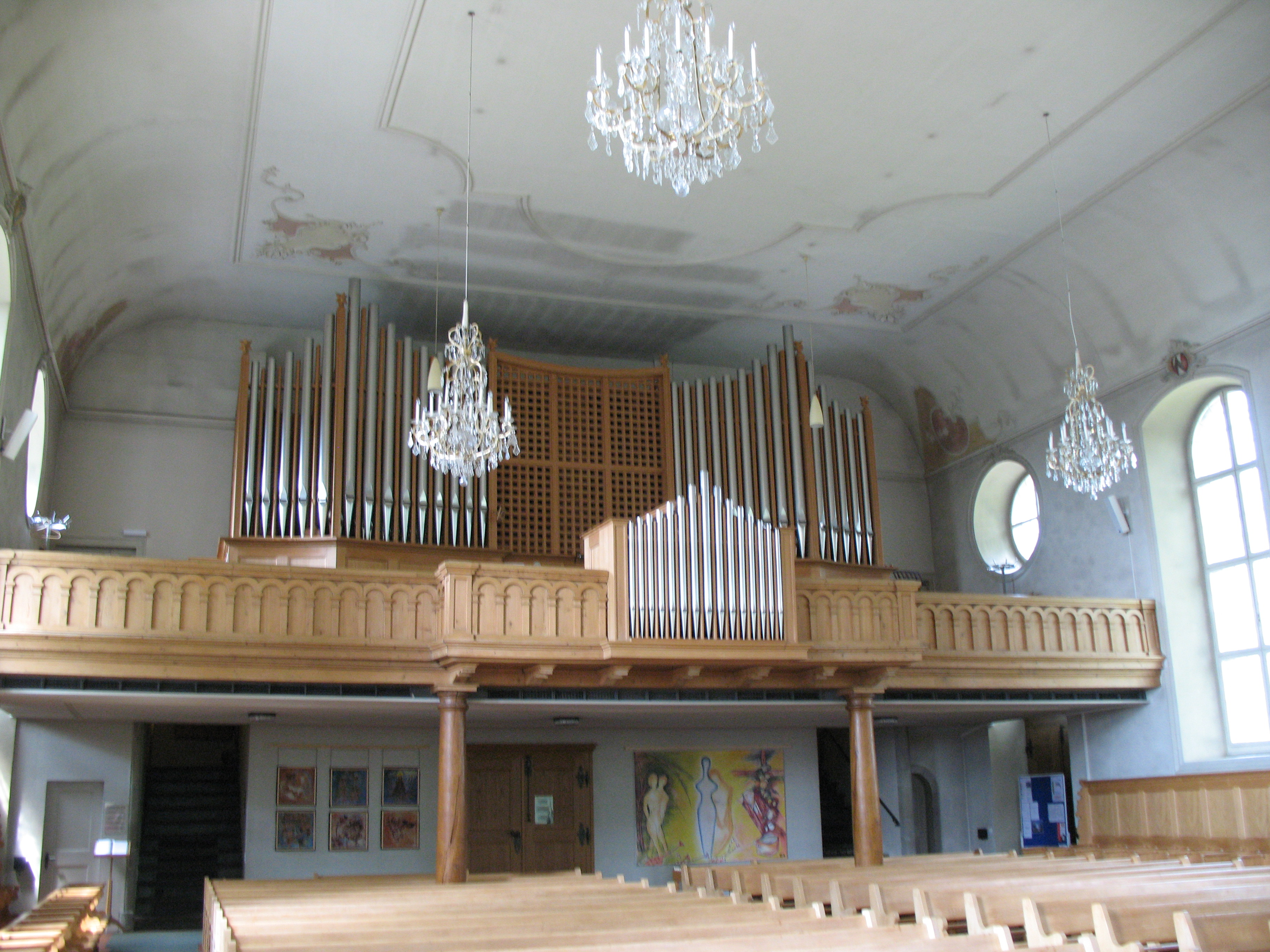
管风琴
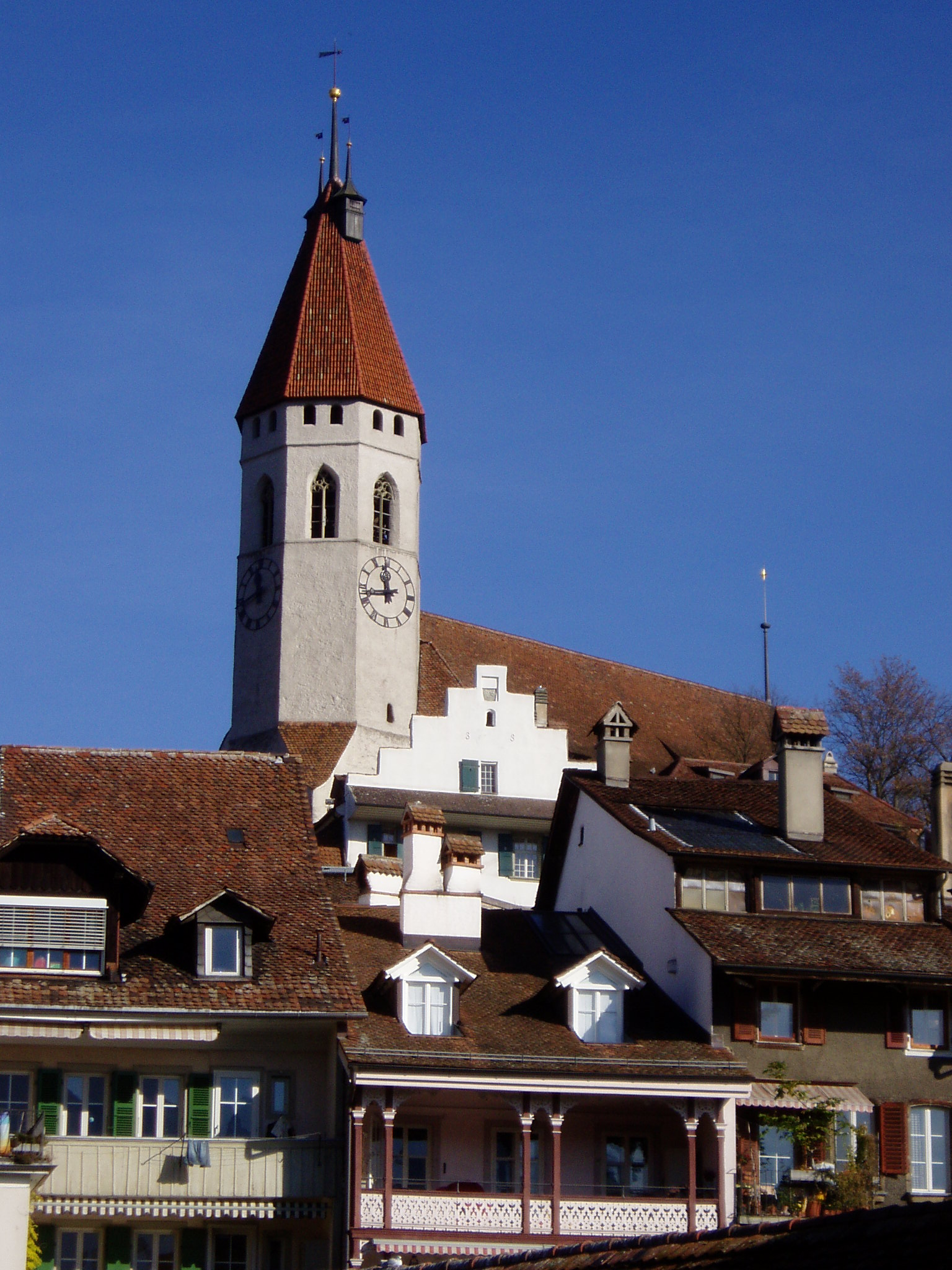
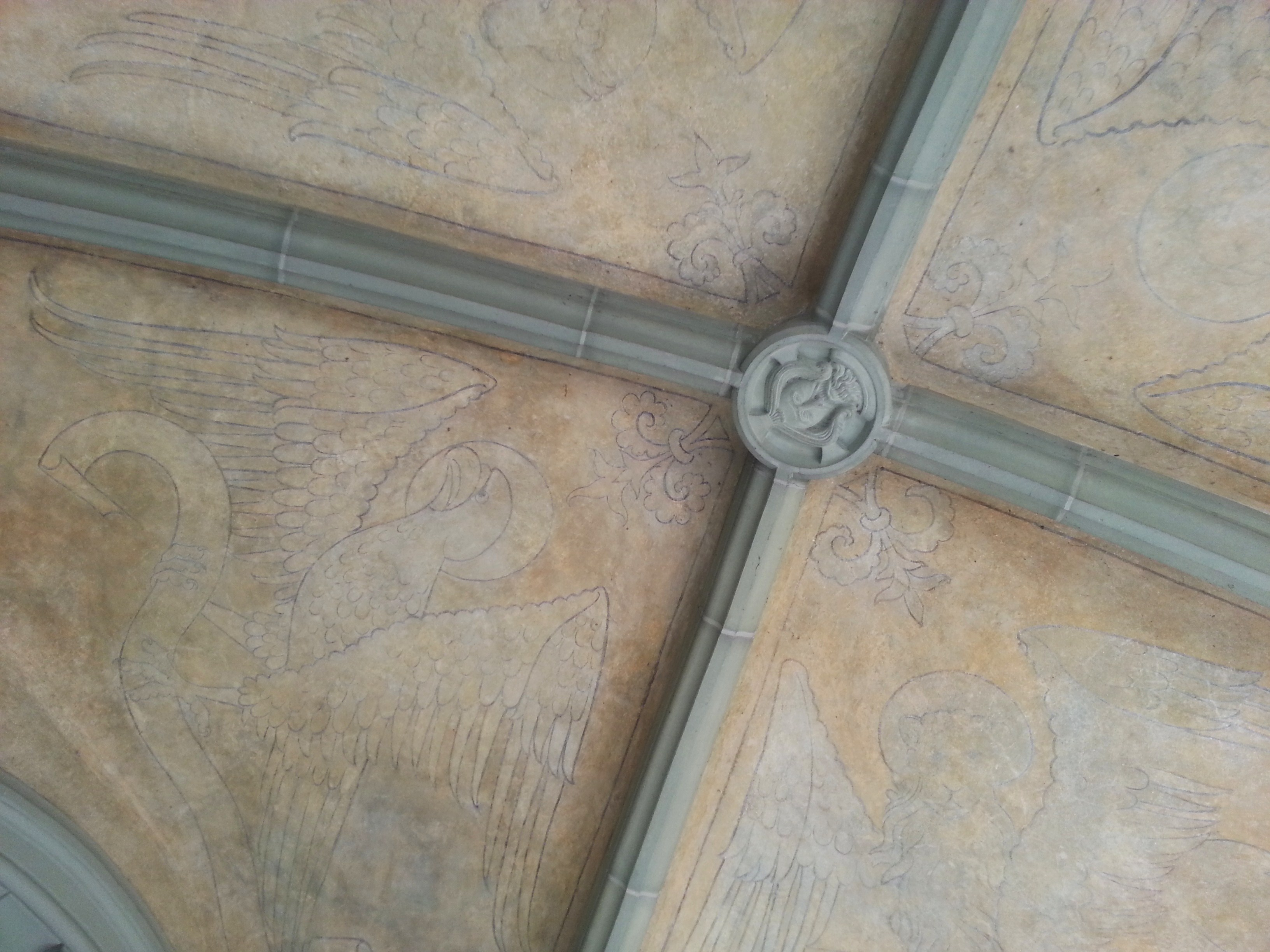
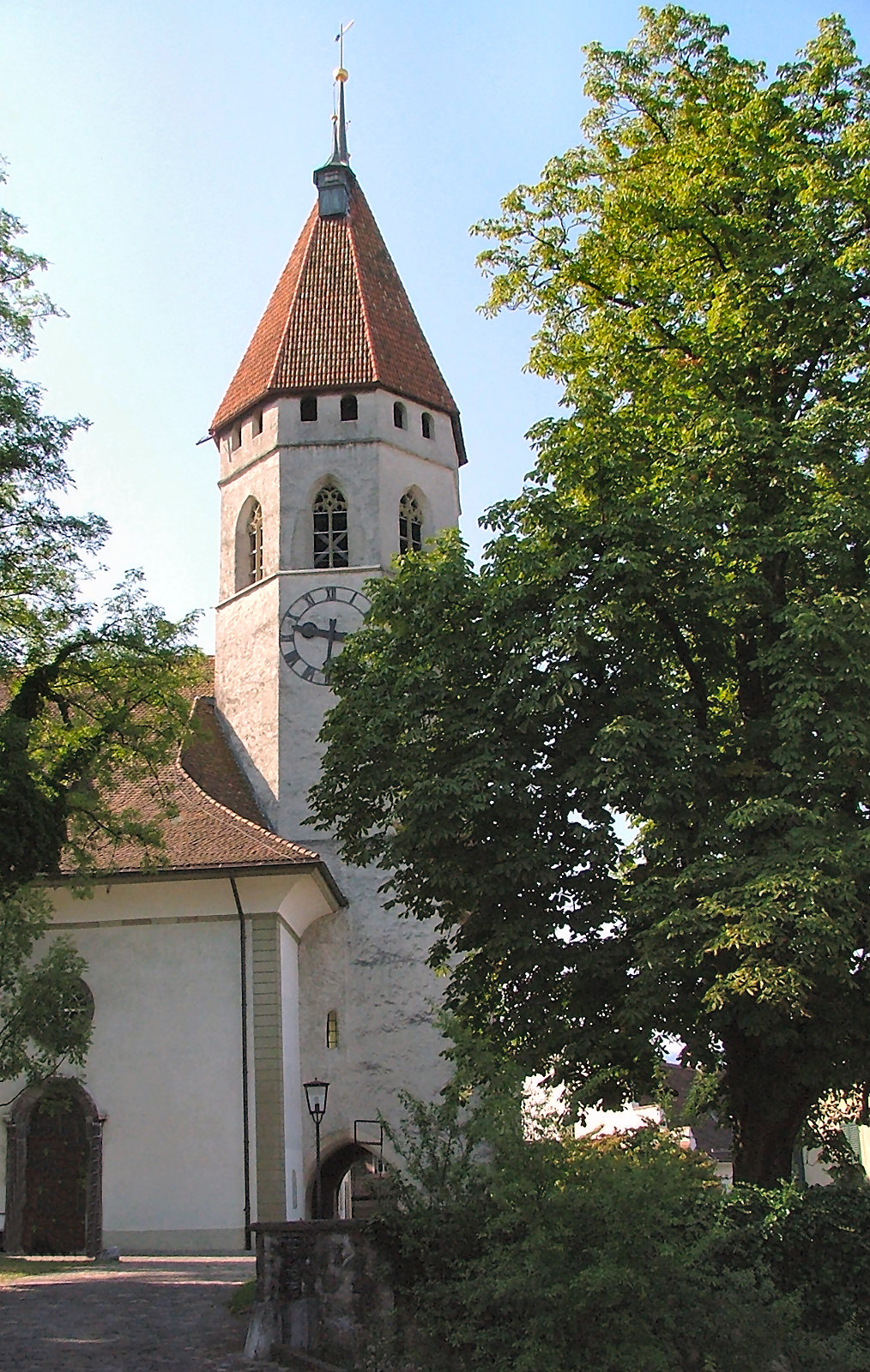